# Dashboard Confessional
Dashboard Confessional – amerykański zespół muzyczny grający muzykę z pogranicza emo, indie rocka i rocka akustycznego, założony w 1999 roku w Boca Raton przez Chrisa Carraby’ego.

## Skład zespołu

### Obecni członkowie
- Chris Carrabba – śpiew, gitara rytmiczna, fortepian (od 1999)
- Scott Schoenbeck – gitara basowa (od 2002)
- AJ Cheek – gitara prowadząca (od 2015)
- Ben Homola – perkusja, instrumenty perkusyjne (od 2015)

### Byli członkowie
- John Lefler – gitara prowadząca, fortepian, wokal wspierający (1999–2015)
- Mike Marsh – perkusja, instrumenty perkusyjne (1999–2015)
- John Ralston – gitara (2000, 2002, 2006)
- Jerry Castellanos — gitara, wokal wspierający (2000, 2003)
- Dan Bonebrake – gitara basowa, wokal wspierający (2002)
- Susan Sherouse – skrzypce (2006–2007)
- Mike Stroud – instrumenty smyczkowe (2007)
- Andrew Marshall – gitara (2007)

## Dyskografia

### Albumy studyjne
- The Swiss Army Romance (2000)
- The Places You Have Come to Fear the Most (2001; złota płyta)
- A Mark, a Mission, a Brand, a Scar (2003; złota płyta)
- Dusk and Summer (2006)
- The Shade of Poison Trees (2007)
- Alter the Ending (2009)

### Albumy koncertowe
- MTV Unplugged 2.0 (2002; platynowa płyta)

### Albumy kompilacyjne
- The Wire Tapes Vol. 1 (2007)